# Tehelné pole
Le Tehelné pole (littéralement le « Champ de Briques ») est un complexe sportif situé à Bratislava, en Slovaquie. Il comprend un stade multi-usages, construit en 1939 et démoli en 2013, utilisé principalement pour accueillir les matchs de football du Slovan Bratislava et des sélections nationales (Tchécoslovaquie jusqu'en 1992, Slovaquie depuis 1993).
Après sa destruction, un nouveau stade est inauguré en 2019, également nommé Tehelné pole.

## Histoire
La construction de l'enceinte débute en 1939, sous la première République slovaque. Alors que l'Allemagne nazie occupe Petržalka, où se trouve le stade du Slovan Bratislava, la ville de Bratislava ne compte plus d'installation sportive disponible. La construction dure plusieurs années, bien que l'inauguration du stade ait lieu dès le 27 octobre 1940 lors d'un match entre le ŠK Slovan Bratislava, résident du stade, et le club allemand du Hertha Berlin, qui se conclut sur un score de parité (2-2). À la fin des travaux, la capacité du stade est de 25 000 places. Alors que la sélection de Tchécoslovaquie n'évoluait pratiquement qu'à Prague avant la seconde Guerre mondiale, le Tehelné pole devient une résidence régulière à partir de 1948. Le complexe comprend également un ensemble de trois piscines, ouvert en 1939.
En 1961, le stade est sensiblement agrandi : la construction d'une deuxième tribune porte la capacité à près de 50 000 spectateurs, dont 13 000 places assises, un tableau d'affichage et un équipement d'éclairage nocturne sont installés, enfin la pelouse est rénovée. Ces agrandissements en font alors le plus grand stade en activité du pays (le gigantesque Stade de Strahov de Prague n'étant pas utilisé pour recevoir les rencontres de football). L'année suivante, un deuxième stade plus modeste est construit de l'autre côté de la rue : le Stade Pasienky.
Le stade accueille au total 37 matchs de la sélection tchécoslovaque jusqu'en 1992, dont une victoire de prestige sur le Brésil en 1968 (3-2) ou les succès décisifs sur l'Angleterre (2-1) et l'Union soviétique (2-0) dans la course à l'Euro 1976. Le dernier match d'importance à s'y dérouler est la réception de la France en septembre 1991 lors des qualifications pour l'Euro 1992, devant 41 à 48 000 spectateurs.
Dans les années 1990, après la partition de la Tchécoslovaquie, le stade est modernisé et sa capacité est réduite à 30 087 places toutes assises. Il est le deuxième plus grand stade de Slovaquie, après le Všešportový areál de Košice (abandonné depuis). Lors de la saison 2005-2006, le Tehelné pole accueille les matchs de l'Artmédia Bratislava en Ligue des champions, le stade de l'Artmedia (le Stade Petržalka (en)) n'étant pas aux normes minimum requises par l'UEFA.
Le Tehelné pole étant cependant trop vétuste, il est décidé en 2006 de le détruire pour pouvoir reconstruire un stade moderne, d'une capacité initiale d'environ 20 000 places. Le stade est définitivement fermé en 2009, et sa destruction, réalisée avec beaucoup de retard, démarre mi-2013. En mars 2015, le nouveau stade est en cours de construction et sa livraison est prévue au mieux pour 2017. Également nommé Tehelné pole, il est finalement inauguré en mars 2019.

## Galerie

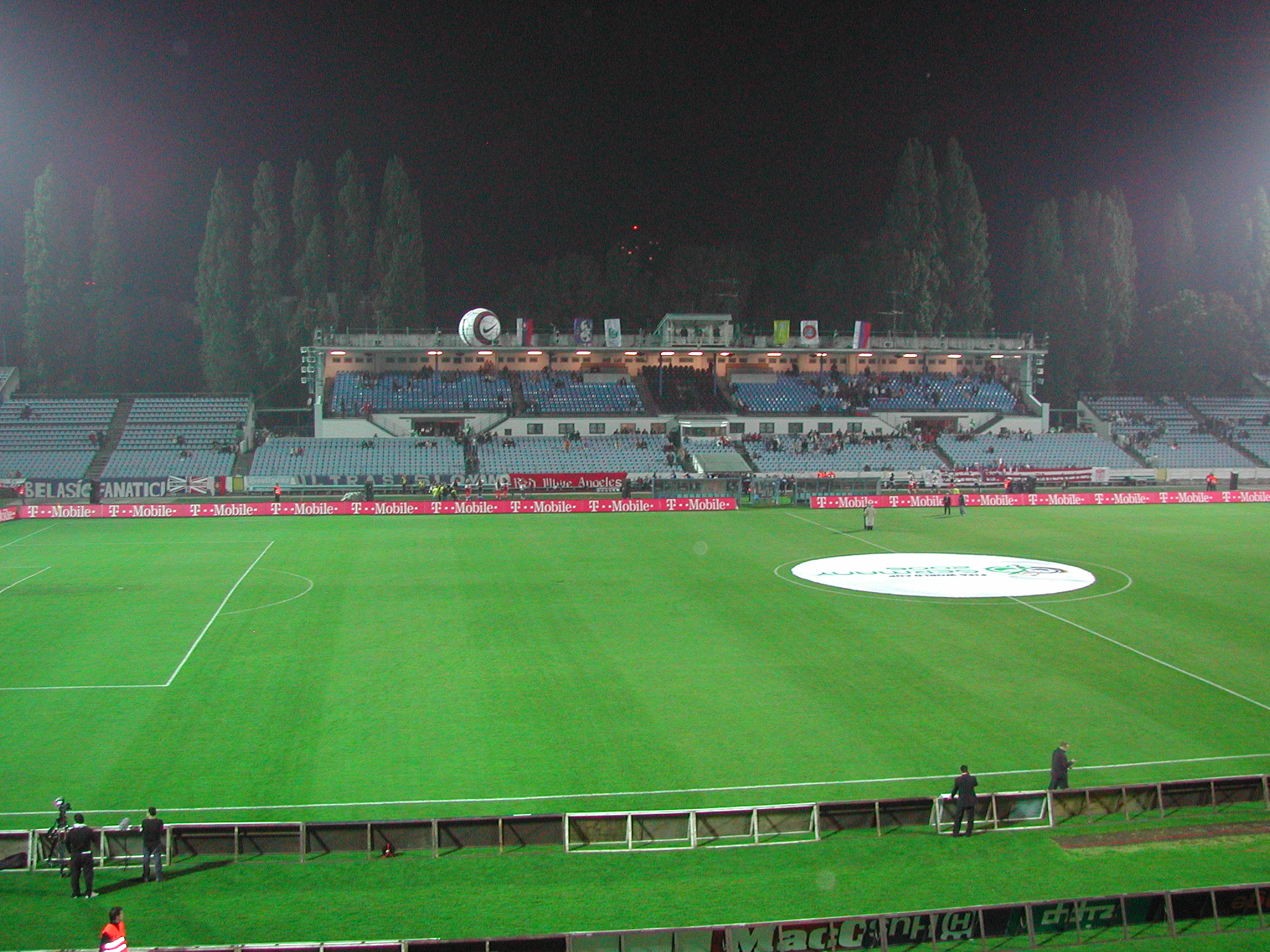
Vue de la tribune secondaire, en 2005.
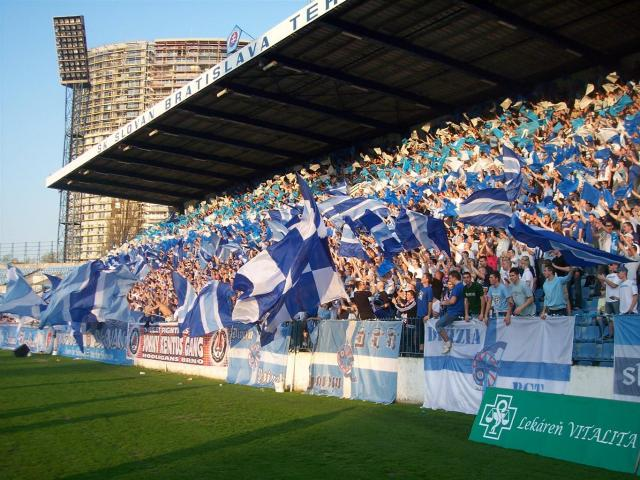
Supporters du Slovan, en 2009.